# Decherd
Decherd és una població dels Estats Units a l'estat de Tennessee. Segons el cens del 2000 tenia 2.246 habitants.

## Demografia
Segons el cens del 2000, Decherd tenia 2.246 habitants, 960 habitatges, i 640 famílies. La densitat de població era de 185,7 habitants/km².
Dels 960 habitatges en un 28% hi vivien nens de menys de 18 anys, en un 44,1% hi vivien parelles casades, en un 18,1% dones solteres, i en un 33,3% no eren unitats familiars. En el 29,3% dels habitatges hi vivien persones soles el 13,5% de les quals corresponia a persones de 65 anys o més que vivien soles. El nombre mitjà de persones vivint en cada habitatge era de 2,34 i el nombre mitjà de persones que vivien en cada família era de 2,85.
Per edats la població es repartia de la següent manera: un 23,2% tenia menys de 18 anys, un 9,6% entre 18 i 24, un 27,1% entre 25 i 44, un 23% de 45 a 60 i un 17,2% 65 anys o més.
L'edat mediana era de 38 anys. Per cada 100 dones de 18 o més anys hi havia 80,7 homes.
La renda mediana per habitatge era de 27.750 $ i la renda mediana per família de 35.817 $. Els homes tenien una renda mediana de 27.094 $ mentre que les dones 19.088 $. La renda per capita de la població era de 14.969 $. Entorn del 14,4% de les famílies i el 18,3% de la població estaven per davall del llindar de pobresa.

## Poblacions més properes
El següent diagrama mostra les poblacions més properes.